# Вулиця Сошенка (Рівне)
Ву́лиця Соше́нка — одна з вулиць міста Рівне, розташована між місцевістю Боярка та мікрорайоном «Ювілейний». Названа на честь українського маляра та педагога Івана Сошенка.
Вулиця Сошенка пролягає на захід від вулиці Ньютона і впирається у вулицю Гурія Бухала.